# 鄭超英
鄭超英（1856年—1895年），號拔甫，福建泉州永春人，本籍泉州南安，清末台灣綠營武官，根據近年考證，鄭超英為明延平王鄭成功後人，受封軍功六品銜。
1874年（同治十三年）日軍入侵台灣瑯嶠，牡丹社事件爆發，鄭超英追隨欽差大臣沈葆禎赴臺南府城，參與二鯤鯓砲臺興建。鄭超英青年時期致力於洋務運動，從事臺灣近代化建設，後因功敘獎升任道標營都司、恆春營游擊等官職，1890年（光緒十六年）官拜從二品安平水師副將。1895年（光緒二十一年）參與乙未戰爭抗日陣亡。

## 生平

### 出身背景
1856年（咸豐六年），鄭超英出生於福建泉州永春，幼聰穎尚武，好西學。根據2006年發現的鄭成功史料等證據考證，係明延平王鄭成功後人，受封軍功六品銜。
據《永春縣誌》記載，1862年（同治元年），建豐岑頭街，民國初改稱五里街鎮。五里街古來有“商賈輻輳”之譽，是內地與沿海的交通樞紐，乃南少林白鶴拳發祥地，習武者眾。「鵬翔鄭氏」向來為永春名門望族，俗稱「東門鄭」，多位白鶴拳名家即出自東門鄭氏。1867年（同治六年），英國基督教長老會至泉州傳教，成立「閩南泉州長老會」。同年，長老會傳入永春。因地理位置關係，五里街乃永春、德化、大田三縣基督教的發源地和總部。
1871年（同治十年），鄭超英入縣學「梅峰書院」，書院創立於1766年（乾隆三十一年），位於五里街尾的梅峰南麓，現為永春第一中學。1873年（同治十二年），應癸酉科福建省鄉試未中。
咸豐、同治年間，大清國內憂外患不斷、國勢衰頹、民不聊生，恐成列強禁臠；再者，科舉制度以八股取仕，僵化腐敗、故步自封，已達禍國殃民的地步，鄭超英遂心生投筆從戎、渡海來台之念。

### 億載金城
1874年（同治十三年）5月，日軍入侵台灣瑯嶠（現恆春鎮）爆發牡丹社事件。6月，鄭超英追隨「欽差辦理台灣等處海防兼理各國事務大臣」沈葆禎赴臺南府城。
距1683年（明永曆三十七年，清康熙二十二年）滿清占領臺灣已190年，清廷對鄭成功的抗清已由貶抑轉向包容，沈氏抵臺之後奏請追諡鄭成功，並在臺灣府城建造專祠，以彰忠義。沈氏書寫對聯云：「開萬古得未曾有之奇，洪荒留此山川，作遺民世界；極一生無可如何之遇，缺憾還諸天地，是創格完人。」
沈氏為加強臺灣的防禦能力，聘請法國工程師帛爾陀（M. Berthault）及魯富設計二鯤鯓砲臺（現億載金城），設計時參考巴黎外圍防禦工事。1874年（同治十三年）九月，億載金城動工。1876年（光緒二年）八月完工，歷時兩年完成，鄭超英參與砲臺興建。
砲臺主要建材以三合土及紅磚為主，其部分磚材取自傾圮之熱蘭遮城（Zeelandia）。砲臺外城門上方沈葆楨親題「億載金城」，內城門上方則書「萬流砥柱」。

### 洋務運動
1875年(光緒元年)，牡丹社事件後，沈氏奏請在瑯嶠設置恆春縣，築城事宜由「素習堪輿家言」的劉璈辦理。6月5日，英國蘇格蘭長老教會巴克禮牧師在打狗登陸，年僅26歲，當時暫居旗後，為第5位來台之牧師。次年，巴克禮牧師由打狗至台南。1876年（光緒二年），丁日昌任福建巡撫，負責臺灣全局，丁氏以臺灣海防戰略位置重要，應未雨綢繆速籌備防禦之方，「惟臺灣有備，沿海可以無憂，臺灣不安，則全局殆為震動」。
1877年（光緒三年）臺南府至安平與臺南府至旗後之臺灣第一條電報線架設興建完成。1878年（光緒四年）詩社「崇正社」創設，取其「崇尚正義」之意，府城文人同好於竹溪寺鬥韻敲詩，該社為臺灣詩社之濫觴。1879年(光緒五年)，奉閩浙督部、福建撫院會奏，改台灣鎮標左營游擊為恆春營游擊，移駐恆春縣城內(鎮標左營原駐札於臺南府城北路口)。同年9月，恆春縣城落成，該縣城可說是臺灣運用堪輿學中「四勢」(左青龍，右白虎，前朱雀，後玄武)之最佳實例。臺北建城計劃由知府陳星聚開始擬定。
1881年（光緒七年）貴州巡撫岑毓英調任福建巡撫，臺北城由岑毓英「親臨履勘，劃定基址」。劉璈出任臺灣兵備道兼提督學政，任內興學校，招開墾，理冤獄，整頓鹽、茶和煤礦、稅務行業，頗有政聲。1882年（光緒八年）一月二十四日，臺北城正式興工。五月，岑毓英奉調署理雲貴總督，台灣事務由台灣道劉璈負責。劉璈專精堪輿風水之學，有修築恆春城經驗，乃更改城基方向，使北城牆後方有七星山做為倚靠。
鄭超英青年時期，任台灣兵備道轄下道標營把總基層武官，投身洋務運動，致力於清廷強化臺灣海防、鞏固海疆之目標，從事砲臺、城廓等近代化基礎建設。

### 清法戰爭
1883年（光緒九年）法國侵略越南，臺灣情勢緊張，劉璈籌防派分五路，由臺灣兵備道統領最當要衝之南路。十月，劉璈籌商於彰化縣先設火藥廠，次再擴充起蓋機器火藥局，後無疾而終。當時，鄭超英受命於南門外制造火藥，已達數萬斤。
1884年（光緒十年）五月，清廷派福建巡撫兼欽差大臣前直隸陸路提督劉銘傳赴台督戰。7月15日，劉銘傳進駐臺北城。臺北由劉銘傳督軍，劉璈駐守臺南。8月5日（農曆六月十五日），清、法開戰「西仔反」，「西仔來打台灣，百姓合齊要征蕃。」。8月22日，爆發馬江海戰，法國遠東艦隊司令孤拔摧毀福建沿岸海防設施，殲滅福建水師，東南沿海與台灣海峽海權拱手讓予法軍。
10月8日，法軍攻佔獅球嶺堡壘，全面佔領雞籠（現基隆市），戰艦砲轟滬尾（現新北市淡水區），陸戰隊突破清軍淡水河口封鎖線，搶灘登陸。劉銘傳派章高元部增援，協同守軍漳州鎮總兵孫開華各部應戰，法軍受困死傷慘重撤退。
淡水之役法軍戰敗，自認無力攻佔臺灣北部，轉而封鎖台灣海岸。10月23日，法艦隊司令孤拔對台灣實行海上封鎖，企圖切斷對台兵糧支援。法國艦隊侵擾安平外海，被億載金城守軍開炮驅離。台海封鎖期間，鄭超英任道標營千總，駐防安平港，堅守陣地，億載金城發揮防禦外敵之巨大作用，法軍難越雷池一步。

### 臺灣建省
1884年（光緒十年）十一月，臺北城竣工。開五城門，分別為東門（景福）、西門（寶成）、南門（麗正）、北門（承恩）、小南門（重熙）。據德人辛慈研究，臺北城乃大清帝國最後依地理風水建造之城市。

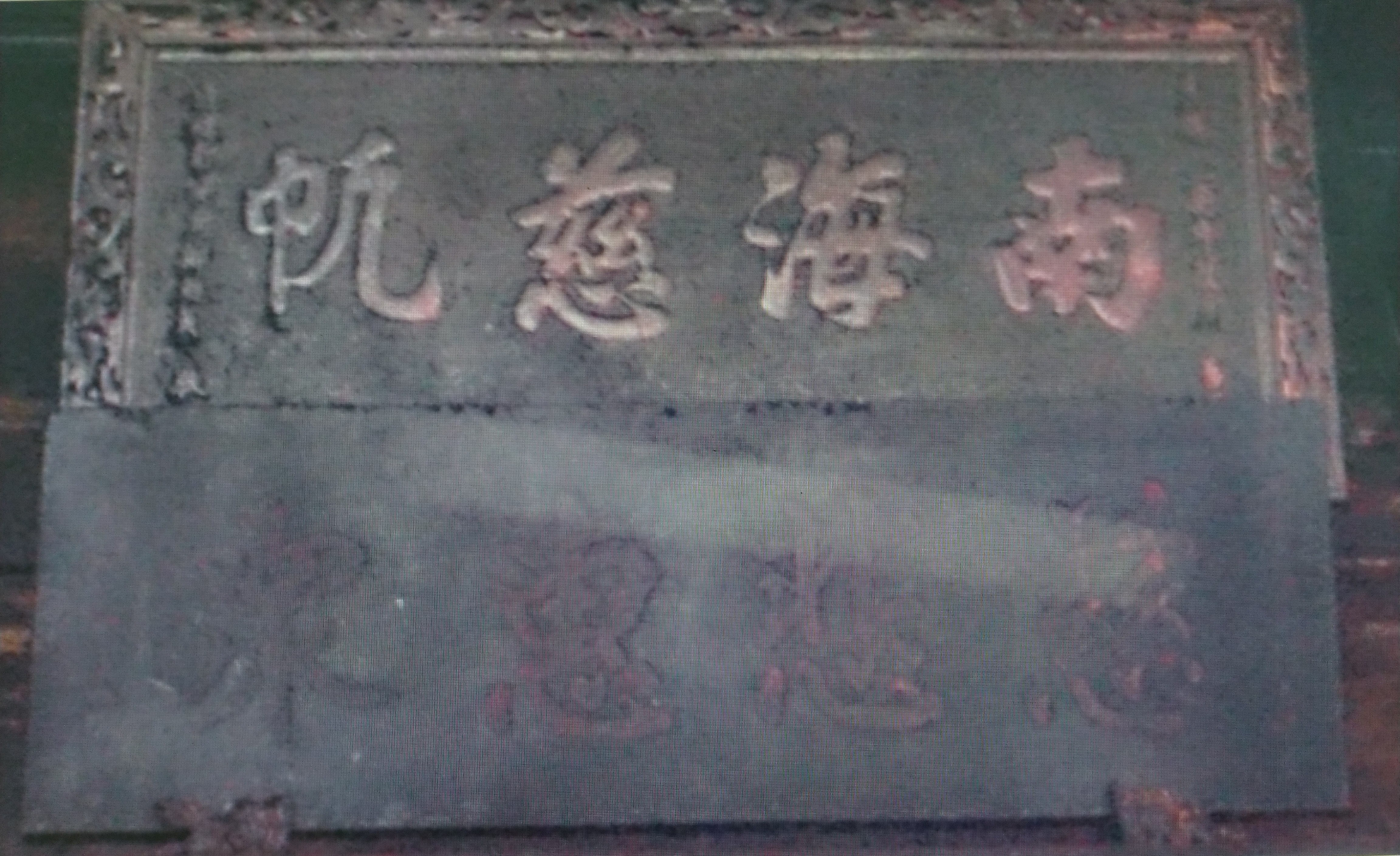
內門紫竹寺「南海慈航」匾

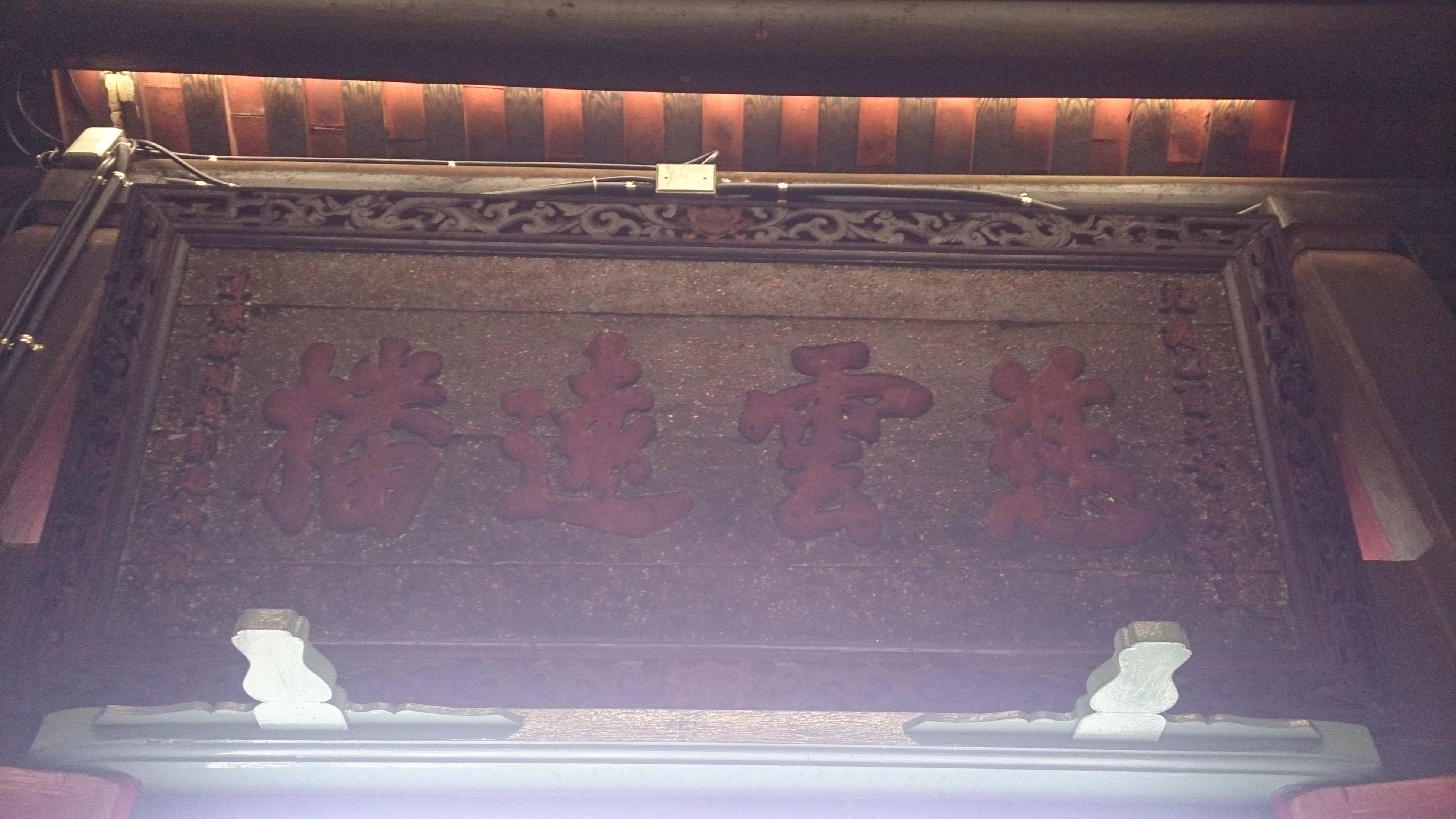
大崗山超峰寺「慈雲遠播」匾

1885年（光緒十一年）3月31日，法軍佔領澎湖。4月4日，清、法政府展開和談，司令孤拔罹患赤痢。6月9日，北洋大臣直隸總督李鴻章和法國在天津簽訂《中法天津條約》。6月11日，孤拔病死於澎湖馬公。劉銘傳於臺北城北門外設立「臺北機器局」，製造槍械火藥，進行台灣軍備現代化。8月4日，法軍撤離澎湖，清法戰爭落幕，清廷任命劉銘傳為首任臺灣巡撫。葭月(農曆十一月)，鄭超英升任道標營儘先守備。參拜羅漢內門（現高雄市內門區）當地觀音佛祖信仰中心「內門紫竹寺」，獻匾額《南海慈航》。參拜大崗山（現高雄市阿蓮區）「超峰寺」獻《慈雲遠播》匾額。
1887年（光緒十三年）台灣建省，新設臺灣府及臺灣縣，原臺灣府改稱臺南府，原臺灣縣改稱安平縣。巡撫劉銘傳預定於彰化橋仔頭（現臺中市南區中興大學附近）新設臺灣省城。四月，臺灣兵備道乙職由雅好文藝的唐景崧出任。道員唐氏將巡道署原有「斐亭」舊蹟重新整修葺，組成「斐亭吟社」，閒暇時邀請同僚、下屬舉行詩文酒會。
1888年（光緒十四年）九月，因彰化縣署剋期催清賦稅，民戶騷動，發生施九緞事件。群眾圍彰化縣城，以「索焚丈單」為名，旗書「官激民變」，官民死傷衆多。鄭超英隨兵備道唐景崧查核施案民變原由，一干涉案官員遂遭革職查辦。十月，二品頂戴道員林朝棟，率棟字營平定民變，以軍功獲賞黃馬褂。鄭超英以清賦及緝匪有功，升任道標營都司，返臺南府城（「道標營都司署」位於現臺南車站圓環西南）。參拜大武壟地區（現台南市玉井區）玄天上帝（民間稱為上帝公、上帝爺或帝爺公）信仰中心「玉井北極殿」，敬獻匾額《其道大光》。參拜台南市關廟區「地方公廟」「山西宮」(主祀關聖帝君)，敬獻匾額《義高千古》。

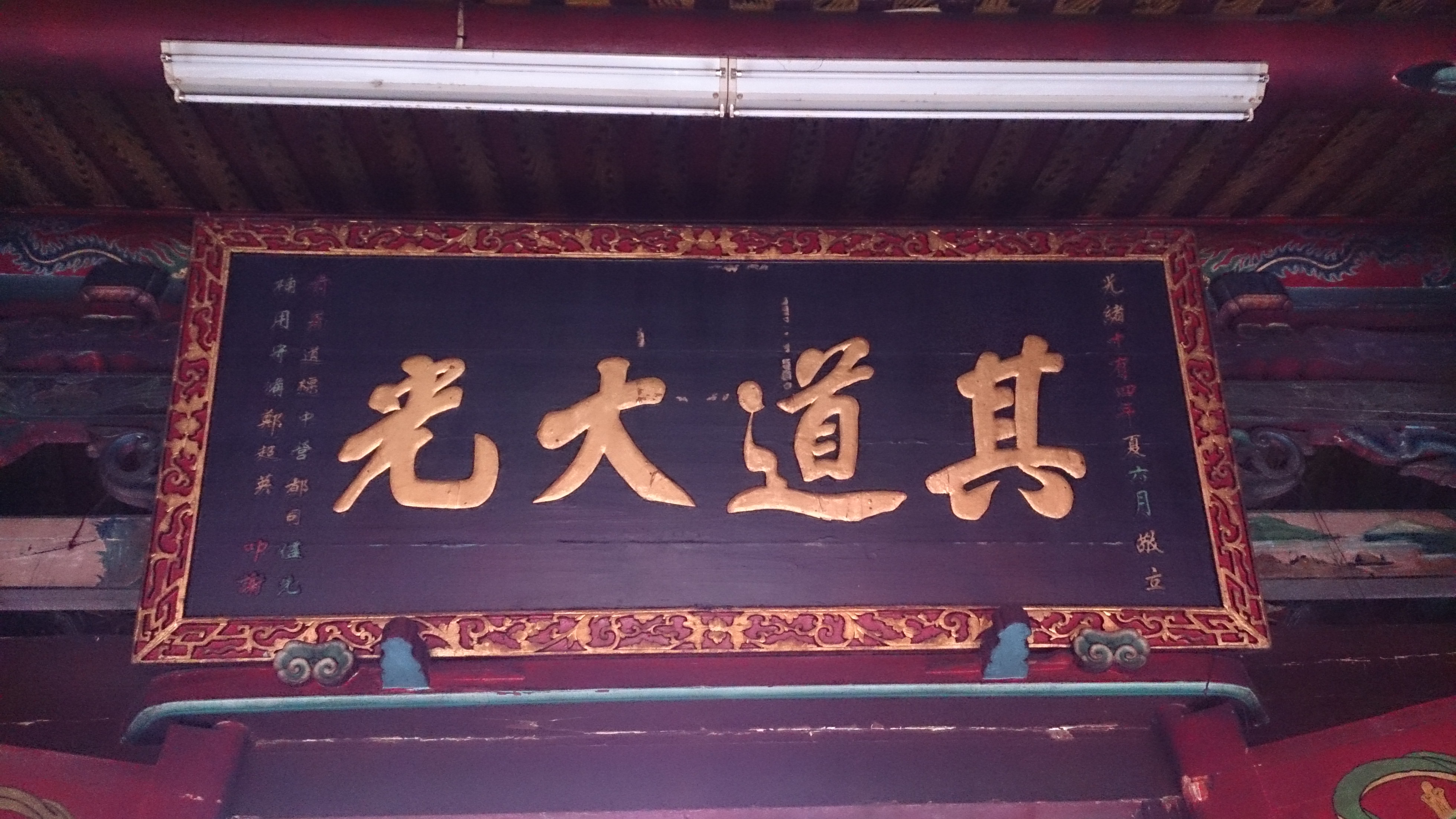
玉井北極殿「其道大光」匾

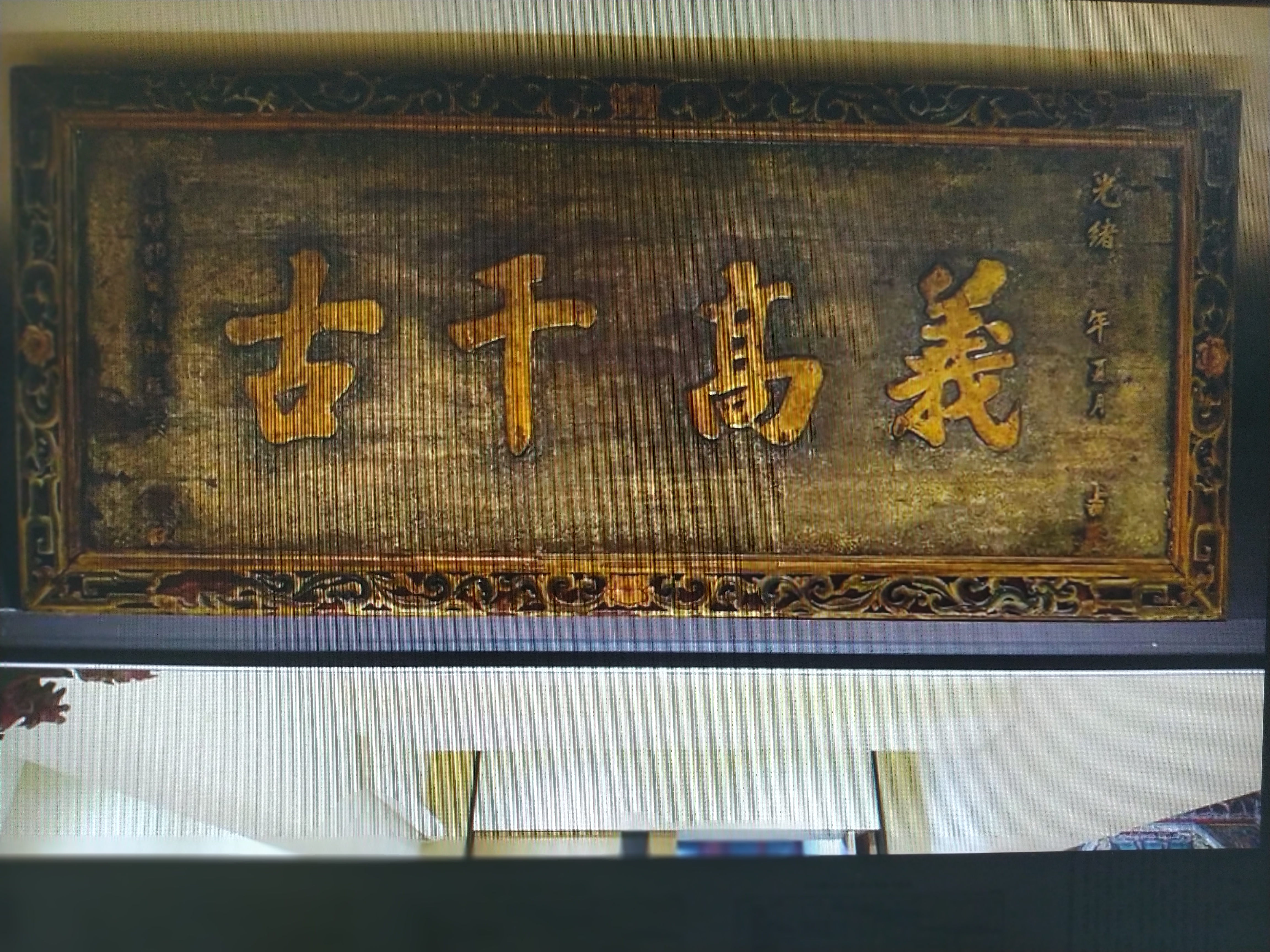
關廟山西宮「義高千古」匾

### 水師副將
1889年（光緒十五年）孟夏四月，臺灣巡撫劉銘傳為頌揚鄭成功事蹟，親撰楹聯以祭之，對聯云：「賜國姓，家破君亡，永矢孤忠，創基業在山窮水盡；復父書，詞嚴義正，千秋大節，享俎豆于舜日堯天。」
1890年（光緒十六年）三月，清廷加封巡撫劉銘傳兵部尚書銜並幫辦海軍事務。同年九月，副將劉仁柏因剿撫生番積勞病故，鄭超英奉旨接替，擔任從二品台灣水師協副將。而隸屬臺灣鎮之下的此官職是臺灣清治時期階段，全台海防軍事層級最高的武將，統領水師三營，二千餘名水師兵勇。劉銘傳曾多次倡議在台灣建立海軍，惟清廷以「已有南北洋海軍和經費短絀」為由，不予採納。但自1888年（光緒十四年）起，慈禧太后挪用海軍經費重建「頤和園」，歷時十年，耗銀達三千萬兩。
1891年（光緒十七年）三月，巡撫劉銘傳三度稱病請辭，告老還鄉，清廷准其開缺，並開去幫辦海軍事務差使。四月，由布政使邵友濂繼任巡撫。邵氏以台灣財力短絀困窘為由，對推動臺灣近代化的各項洋務政策與防務，不但未能延續反而緊縮裁撤，大幅縮編裁撤海防兵力。八月，鄭超英歸建道標營。九月，臺灣道兼臺南府知府唐贊袞為懲治巨盜，委由鄭超英緝拿，因補獲巨匪有功，乃奏保鄭超英升敘加銜。唐氏將「斐亭吟社」之作品集為《澄懷園唱和集》，存酬唱絕古體凡三百餘首，成果豐碩。
1892年（光緒十八年）六月，恆春縣發生射不力社原住民與楓港庄民仇殺事件。七月，鄭超英因功敘獎，以游擊儘先補用。十二月，射不力社事件平定，鄭超英奉旨調任恆春營游擊。1893年（光緒十九年）八月，恆春城歷經多次颱風侵襲遭破壞重新整修。

### 臺灣割讓
1894年（光緒二十年）歲次甲午，三月清、日因朝鮮問題關係緊張，清廷令沿海各省妥為籌防，尤以臺灣孤懸海外更應慎重，鄭超英移防安平。唯負責臺灣全局的邵友濂，對臺灣防務的經營僅防務的加強但成效不彰，朝中大臣對邵氏多所指責。8月1日（農曆七月初一日），甲午戰爭爆發，清軍全面潰敗，清廷命劉銘傳出戰，劉已目盲耳聾無法赴命。清廷遂命南澳鎮總兵劉永福幫辦臺灣防務。八月，劉永福至臺南。九月，邵友濂調署湖南巡撫，唐景崧署理臺灣巡撫。其時，黑旗軍劉永福與臺灣鎮萬國本二位總兵官俱駐臺南府城，遙制恆春，恐鞭長莫及。經撫臺協調，劉氏與萬氏分地而防，以黑旗軍專備鳳山、東港以至恆春，臺灣鎮標中、左、右三營專備安平至旗後一帶沿岸，鄭超英調任副將銜臺灣鎮標中軍兼管中營。
1895年（光緒二十一年）2月，黑旗軍劉永福命其義子劉成良接管打狗（打狗港)、旗後等砲臺防務時，旗後砲臺彈藥庫爆炸，共80多人死亡，砲臺管帶副將銜儘先補用游擊萬國標遭撤職。3月15日，日軍聯合艦隊由伊東祐亨司令長官及東鄉平八郎司令官率領，以強大火力支援混成支隊攻打澎湖，3月23日澎湖之役爆發，3月25日澎湖群島完全淪陷，澎湖水師鎮總兵周振邦逃離。清廷以「坐視不救，先行逃避」，派員押解周振邦至福建，判「斬監候」，澎湖成為日軍集結軍力進攻臺灣南部地區的重要基地。
4月17日（農曆三月二十三日），大清帝國代表李鴻章和日本帝國代表首相伊藤博文在日本山口縣馬關港「春帆樓」簽訂《馬關條約》，永久割讓臺灣、澎湖。劉銘傳風聞臺灣割讓，憂思鬱結，口吐鮮血。自同治、光緒以來臺灣洋務運動之各項近代化建設，藉由海防的經營圖強，鞏固海疆的目標，至此完全失敗。5月8日，劃臺議定，臺灣兵備道陳文騄、臺南府知府朱和鈞、臺灣鎮總兵萬國本、安平縣知縣謝壽昌等臺南府城大小官吏，皆遵旨內渡。但鄭超英毅然以捍衛家園為己任，統領原臺灣鎮標舊部中、左、右三營，鎮守海防要塞重地安平。
清軍落後的軍隊體制導致戰鬥力的低下，其體制沿襲與太平軍作戰時的湘軍，而湘軍沿用的是明代戚家軍制度。清國雖經過同治、光緒兩朝三十餘年洋務運動的推動工業化，但清軍體制乃是中古時代的軍隊編制，即使裝備現代化的兵器槍炮，卻仍無法發揮裝備應有之功能，與日軍現代化的軍旅編制形成強列的對比。故甲午戰爭清國慘敗的根源，是思想觀念的僵化落後，國家戰略的固步自封，軍事戰術的缺乏創新，相較於全盤西化的強敵日本，顢頇腐敗的清國實難以匹敵。

### 為國捐軀
1895年（光緒二十一年）歲次乙未，日軍發兵攻佔台灣，乙未戰爭爆發。5月25日，台灣民主國宣告建國，發表「台灣民主國獨立宣言」，「公舉議員」、「政務秉公」、「民主」等等「公民」意識納入立國精神中。5月29日，日軍在澳底（今新北市貢寮區境內）登陸。6月6日，首任大總統唐景崧搭上德國商輪，從滬尾內渡廈門。6月17日，首任臺灣總督樺山資紀在臺北城舉行始政式，正式宣告日本開始進行對臺灣的統治，此日之後被定為「始政紀念日」。6月26日，大將軍劉永福被擁立為第二任大總統，遷都台南，稱之為「台南共和」（Tainan Republic）。劉永福以劉成良統福軍駐旗後砲臺，合鄭超英、周得啟、孔憲盈各軍防安平；是為海口之防。
10月11日，當嘉義之陷，劉永福知事不可為，令鄭超英守安平、柯月坡守炮台，並分兵扎罾門溪上。
10月15日，日軍聯合艦隊吉野號防護巡洋艦率「秋津州」等艦，砲擊旗後外海，擊毀「旗後砲台」門額。砲擊前，劉成良即已潛逃安平。日軍登陸後，旋即占領砲台。10月18日，日軍略舊城，以騎兵迫臺南，鄭青拒之於二層行溪。劉永福透過安平洋行委台南英國領事致函總督樺山資紀，提出投降二條件，但隨即由南進軍司令官副總督高島鞆之助拒絕了投降要求，於是近衛師團、第二師團與混成第四旅團皆抵達台南城近郊，形成三方包抄形勢。
10月20日，劉永福見大勢已去，與其義子劉成良搭乘英國籍商船「塞里斯輪」（Thales，《臺灣通史》譯作「爹利士」）內渡廈門而去（1895年台海登船臨檢事件）。10月21日，城內守軍已然群龍無首、軍心渙散，台南府城士紳及洋商乃循台北城模式推舉長老教會巴克禮牧師與日軍交涉，請求日軍和平進城維持城內秩序。日第二師團長乃木希典（後出任第三任台灣總督，日方奉為「軍神」）表示只許和平投降，絕不傷害無辜，倘若稍以武力抵抗，則必毀滅全城。
10月22日，日軍採取海陸協同作戰，向安平發動總攻擊。由陸戰隊先行拂曉突擊，再以聯合艦隊掩護混成旅團在南方登陸。即使擁有強烈的民族意識與愛國情操，仍舊不足以保家衛國與悍衛疆土，雙方經一番血戰後，守軍不敵潰敗。10月23日（農曆九月初八），近衛師團長北白川宮能久親王由北路入安平，日軍四旅團大軍會合後，一路挺進，和平進入台南城。10月24日（農曆九月初九日），「孤臣無力難回天」，鄭超英慷慨赴義、為國捐軀，時年未滿四十，英才早逝。其中鄭超英統領各營約一千五百名守軍力戰陣亡，餘六、七千名清軍和黑旗軍棄械投降，戰俘遣返廈門，部份突圍反抗軍轉入地下，進行長期抗日遊擊作戰。10月26日，樺山總督經海路進入台南。11月18日，樺山總督向京都大本營報告：「全島悉予平定」。

## 身後事
鄭超英陣亡後，遺留髮妻與獨子，當時為免年僅四歲的獨子遭逢不測，乃托孤於蘇姓長工扶養成人，而鄭妻則於竹溪寺出家。
鄭超英子青年時期從事營造建築業，1910年參與台南公會堂興建，該處乃以製鹽致富之府城首富吳尚新所建宅邸吳園（創建時名為「紫春園」，台灣四大名園之一），更早之前原為荷治時期向國姓爺鄭成功建議攻臺的荷蘭通事何斌所有。富紳吳汝祥（字祠之，本籍福建泉州，秀才出身），係吳園建造者吳尚新堂侄，於1889年（光緒十五年）遷居臺南府城，後於1905年創辦彰化銀行。
1920年，鄭超英子陸續參與日治時期嘉南大圳及烏山頭水庫等等重大公共工程建設，實為台灣營造建築業先行者之一。
| 前任： 劉仁柏 | 台灣水師協副將 1890年上任 | 繼任： 謝璇 |

## 外部連結
- 安平水師副將鄭超英生平考 （页面存档备份，存于）